# Грібсков (муніципалітет)
Грібсков (дан. Gribskov) — муніципалітет у регіоні Столичний регіон королівства Данія. Площа — 279.5 квадратних кілометрів. Адміністративний центр муніципалітету — місто Хелсінге.

## Населення
У 2012 році населення муніципалітету становило 40 603 особи.